# Mangán(II)-nitrát
A mangán(II)-nitrát halvány rózsaszín kristályos vegyület, képlete Mn(NO3)2, de leggyakoribb formája a négy kristályvizet tartalmazó tetrahidrát, Mn(NO3)2·4H2O. A vízmentes formán kívül mono- és hexahidrátja is ismert. Ezek egy részét a mangán oxidjainak előállításához használják.

## Előállítása
Előállítható mangán(II)-karbonát és híg salétromsav reagáltatásával.
MnCO3  +  2 HNO3   →   Mn(NO3)2  +  H2O  +  CO2
Mangán-dioxid és nitrogén-dioxid reakciójával is elő lehet állítani.

## Tulajdonságai
Hevítve a mangán különböző oxidjaira bomlik, 300 °C hőmérsékleten MnO2 és NO2 keletkezik, további hevítésre a MnO2 oxigént veszít és belőle végül Mn3O4 képződik.

## Fordítás
Ez a szócikk részben vagy egészben  a   Manganese(II) nitrate című angol Wikipédia-szócikk ezen változatának fordításán alapul.  Az eredeti cikk szerkesztőit annak laptörténete sorolja fel. Ez a jelzés csupán a megfogalmazás eredetét és a szerzői jogokat jelzi, nem szolgál a cikkben szereplő információk forrásmegjelöléseként.